# La Solana (Lladurs)
La Solana, dita també Cal Manresà, és una masia al poble de Lladurs, cap del municipi del mateix nom, al Solsonès.